# Хенифра
Хенифра (араб. خنيفرة‎) — город в Марокко, расположен в области Мекнес-Тафилалет.

## История
Своё название город Хенифра получил от берберского слова «Khanfar», что означает «нападение».

## Географическое положение
Центр города располагается на высоте 913 метров над уровнем моря.

## Демография
Население города по годам:
| 1994   | 2004   | 2012   |
| ------ | ------ | ------ |
| 60 835 | 72 672 | 82 740 |